# ヴィンタートゥール
ヴィンタートゥール（Winterthur）は、スイス・チューリヒ州にある基礎自治体 ( ポリティッシェ・ゲマインデ ) である。チューリッヒの北東に位置する。その人口は10万人以上と見積もられており、スイスで6番目に大きな都市である。地域の方言や街の住民は、しばしば"Winti"と省略する。今日街はサービス業とハイテク産業の中心であるが、多くの住民はわずか列車で18分の近隣のチューリッヒを利用している。街はドイツやイタリアから直通列車で結ばれ、チューリッヒ空港へのアクセスも便利であり、地域交通の拠点でもある。
約600点の世界的な名画を所蔵する「オスカー＝ラインハルト・コレクション」の美術館をはじめ、ヴィンタートゥール美術館、写真美術館、自然科学博物館「テクノラマ」など、質の高いミュージアムが集まっていることでも有名である。

## 歴史
ローマ時代、街は"Vitudurum"として知られていた。キーブルクの伯爵が1175年に街を設立した。街は広範囲にわたる特権を有する勅許を得ていた。1264年ハプスブルク家によって街は引き継がれ、1467年に同家によってチューリッヒに売却された。
1916年にヴィンタートゥール美術館が開かれた。

## 経済
街はスイスの鉄道産業と工業の拠点の1つであった。今日、鉄道産業と他の重工業はおおむね姿を消した。最も重要な企業はスルザー・ブラザーズ（今日のスルザー社）であった。繊維産業はこれより早く衰退していた。Rieter社もこの街を起源としている。
スイス最大の銀行で、世界的な大銀行の1つUBSの前身であるUnion Bank of Switzerlandは、この街で設立された。
またかつてのスイス最大の保険会社ヴィンタートゥール保険の拠点であった。2006年まで同保険はスイス最大で欧州ではトップ10に入っていたが、2007年1月にフランスのアクサ生命保険とヴィンタートゥール・スイス生命保険が、アクサの持ち株会社となることで経営統合した。

## スポーツ
- FCヴィンタートゥール :スイスサッカーリーグのスーパーリーグ(1部に相当)に所属するチーム。シュタディオン・シュッツェンヴィーゼをホームスタジアムとしている。

## 出身人物
- ハインリヒ・ヴェルフリン - 美術史家
- ジョアン・ガンペール - サッカー選手
- エミール・ブルンナー - プロテスタント神学者
- リヒャルト・R・エルンスト - 化学者
- ニクラウス・ヴィルト - 計算機科学者
- ヴィリー・ヘス - 音楽学者
- ウルズラ・バグダザルヤンツ - ヴァイオリニスト
- アンジェロ・バリーレ - 政治家